# Atete Corona
L'Atete Corona è una struttura geologica della superficie di Venere.